# دمبوره
دَمبوره یا دامبوره نوعی لوت دسته‌بلند از گروه سازهای زهی است. این نوع ساز بیشتر در کشورهای آسیای میانه و افغانستان بکار برده می‌شود. این ساز ویژگی‌های مشترکی با چگور و دوتار دارد.

## دامنه صوتی
با آنکه کوک‌های متفاوتی در مناطق مختلف بومی برای این ساز موجود است، اما شکل زیر، رایج‌ترین کوک و دامنه صدای این ساز را در کشور قزاقستان نشان می‌دهد.

## ساز سنتی
دمبوره یکی از معروف‌ترین سازهای سنتی و کهن کشور افغانستان است، این ساز در میان مردم و در ریشه موسیقی این کشور نقش ویژه‌ای دارد.
این ساز چنان جایگاه خود را در صنعت موسیقی این کشور نهادینه کرده است که حتی در مراسم‌های شادی، محافل‌های خوشی دیده می‌شود که مردم از این ساز با نوازندگی خود می‌سرایند و می‌نوازند.
دمبوره یکی از مهم‌ترین و اصلی‌ترین سازهای مردمان تاجیک، هزاره و ازبک در افغانستان است. این هنر هم‌اکنون در خراسان ایران و مناطق مرکزی افغانستان رونق دارد، جالب اینجاست که این هنر در ایران، به عنوان یک هنر محلی، از سوی نهادهای حکومتی و فرهنگی نام برده می‌شود.

## جشنواره‌های این ساز سنتی
جشنواره دمبوره بامیان از سال ۱۳۹۶خورشیدی/۲۰۱۷میلادی تا اکنون هرساله برگزار می‌شود.